# マーガレット・ボーフォート
マーガレット・ボーフォート（Margaret Beaufort, 1443年5月31日 - 1509年6月29日）は、薔薇戦争期のイングランドにおけるランカスター派の貴族階級の女性である。ボーフォート家出身。生涯4度結婚したが、唯一の子供が後のイングランド王でテューダー朝の始祖ヘンリー7世である。

## 生涯

### 生い立ち
マーガレット・ボーフォートは、サマセット公ジョン・ボーフォートとマーガレット・ビーチャムの娘として生まれた。父方の祖父は初代サマセット伯ジョン・ボーフォートであり、マーガレットはランカスター公ジョン・オブ・ゴーントとその愛人であったキャサリン・スウィンフォードの曾孫にあたる。祖父は両親の正式な結婚を受けて後に異母兄ヘンリー4世と教皇の許可により庶子から嫡出子へと地位を上げたが、条件として子孫であるボーフォート家は王位継承権を放棄させられていた。
マーガレットは4回結婚しているが子供はただ1人、13歳で産んだ後のヘンリー7世だけである。

### 度重なる政略結婚
1444年、わずか1歳で父を亡くしたマーガレットは、政界の実力者だったサフォーク公ウィリアム・ド・ラ・ポールの後見を受けて育ち、1450年2月に7歳にもかかわらずサフォーク公の息子ジョンが最初の結婚相手となった。しかし同年5月にサフォーク公は暗殺され、ジョンとの結婚は1453年に無効にされた。又従兄のイングランド王ヘンリー6世が自分に子供がいなかったため、マーガレットを王位継承者に指名することを考えたためだった。
ヘンリー6世は1455年、マーガレットを自分の異父弟リッチモンド伯エドマンド・テューダーと再婚させた。エドマンドはキャサリン王太后（ヘンリー5世の未亡人）と2番目の夫オウエン・テューダーとの長男だった。後にヘンリー・テューダーの即位に際してこのキャサリン王妃の再婚の合法性について議論されることになるが、法的には問題なかったと考えられる。
ところが同年から薔薇戦争が始まり、第一次セント・オールバンズの戦いでヘンリー6世の側近だった叔父のサマセット公エドムンド・ボーフォートがヨーク派に殺され、ヘンリー6世もヨーク派に捕らえられランカスター派とボーフォート家は存亡の危機を迎えた。その余波でエドマンドもヨーク派に捕らえられ1456年11月1日に獄死した時、マーガレットは妊娠しており、翌1457年に息子ヘンリー（後のヘンリー7世）が生まれた。マーガレットは1459年にヘンリー・スタッフォード卿（バッキンガム公ハンフリー・スタッフォードの息子）と3度目の結婚をして、ヘンリーは1461年にリッチモンド伯に叙されたが、同年にヨーク派の捕虜となりウィリアム・ハーバート（後にペンブルック伯）の保護下に置かれた。
戦況はますますランカスター派が劣勢になり、1464年と1471年に従兄弟のサマセット公ヘンリー・ボーフォートとエドムンド・ボーフォート兄弟がそれぞれヘクサムの戦いとテュークスベリーの戦いで敗死、ボーフォート家は男系が途絶えてしまった。1469年にヨーク派で内紛が起こりエッジコート・ムーアの戦いでペンブルック伯が戦死、ヘンリーは解放されエドマンドの弟ジャスパー・テューダーに引き取られ、1470年にヘンリー6世の復帰で一時ランカスター派が頂点に立ったが、翌1471年にエドワード4世の反撃でヘンリー6世は廃位され獄死、ヘンリーとジャスパーはフランス、次いでブルターニュへの亡命を余儀無くされた。

### 息子ヘンリーを国王にするために
1471年にスタッフォード卿が亡くなった後、マーガレットは1473年から1482年の間にトマス・スタンリー卿と4度目の結婚をしている。トマス・スタンリーはその時々の権力者にうまく追従する傾向があったようで、この時もヨーク派に属している。ランカスター派のマーガレットとヨーク派のトマスとの結婚は政略結婚だったといわれている。この間、マーガレットは大陸で亡命生活を送っているヘンリーの身を案じ、ヨーク派のブルターニュに対するヘンリーの引き渡し要求を彼に報せて逃亡に手を貸す一方、エドワード4世に取り入りヘンリーのイングランド帰国に尽力している。
マーガレットはエドワード4世の弟リチャード3世の宮廷に入り、夫トマスと共に1483年7月のリチャード3世の戴冠式に出席している。しかし、従甥で3番目の夫の甥でもあるバッキンガム公ヘンリー・スタッフォードの陰謀に加わりリチャード3世打倒とヘンリーの即位を企て、露見してバッキンガム公が11月に処刑されると立場が危うくなった。トマスの取り成しで辛うじて命拾いしたが、リチャード3世に息子エドワード5世を殺された前王妃のエリザベス・ウッドヴィルと密かに結び、その娘でエドワード5世の姉エリザベス・オブ・ヨークと息子ヘンリーを婚約させた。これが後にヘンリーの王位継承権を強化することになった。
1485年8月22日、ヘンリーがリチャード3世と雌雄を決したボズワースの戦いでは、トマスはリチャード3世の側についている（ただし布陣はしたが参戦はしなかったため、実質的には中立）。リチャード3世はトマスが継子に味方するのを恐れてトマスの長男ジョージを人質に取っていたため、うかつに動けなくなっていたのだった。結局トマスが寝返ってヘンリーに加勢するのは、大勢がヘンリーに傾きかけたタイミングであった。だが、戦闘が終わった戦場からリチャード3世のかぶっていた王冠を見つけ出し、ヘンリーの頭にかぶせたのはトマスだった。
10月に挙行されたヘンリー7世の戴冠式にマーガレットはトマスと共に出席、トマスはダービー伯爵に叙せられ、マーガレットもダービー伯爵夫人となったが、マーガレットは「リッチモンドとダービーの伯爵夫人」と自称したという。翌1486年にヘンリー7世とエリザベス・オブ・ヨークの結婚式も執り行い、同年に嫡孫アーサーが生まれテューダー朝の正統性も確保された。こうしてヘンリーはイングランド王ヘンリー7世として即位したが、マーガレットは「王妃」（Queen Consort）になったことがないため、王太后（Queen Mother）の称号は得られなかった代わりに「王母夫人」（My Lady the King's Mother）と呼ばれた。

### 教育者として
晩年のマーガレットは宮廷から引退して信仰生活と教育振興に余生を捧げた。1495年にヘンリー7世夫妻がランカシャーを訪問した時はダービー伯と共に歓待したが、以後はロンドンかサリーの別荘で過ごした。1497年にはドーセットのウィンボーンに大衆向けの無料の学校を開校する意思を表明、1509年にマーガレットが亡くなると、この願いはウィンボーン小学校として実現する。学校の場所と名前はそれ以来変化して、今日では「エリザベス女王の学校」としてドーセットで最も大きく、国内でも有数の大きさの学校である。
また1502年、ケンブリッジ大学に自分の名を冠した「レディ・マーガレット神学教授」のポストを新設した。それにとどまらずケンブリッジ大学の拡充を推し進め、ダービー伯と1504年に死別して一段落した1505年、マーガレットはロチェスター司教ジョン・フィッシャーの協力で「ゴッズ・ハウス」（God's House）を再建・拡大し、ケンブリッジ大学クライスツ・カレッジを開学した。3年後の1508年にもケンブリッジ大学セント・ジョンズ・カレッジ設立を計画したが、実現は死後の1511年までかかった。オックスフォード大学の発展にも関与しいくつか講座開設を働きかけ、オックスフォード大学最初の女子校であるレディ・マーガレット・ホール校はマーガレットの名前にちなんだものである。
文化の後援者としても活動、ウェストミンスター寺院のヘンリー7世礼拝堂建設を監督、死後はここに葬られた。イングランドで印刷業を始めたウィリアム・キャクストンを援助、自らもフランス語の本を英語に翻訳しトマス・ア・ケンピスの『キリストに倣いて』の第4版を翻訳している。1509年4月21日にヘンリー7世に先立たれ、2ヶ月後の6月29日に後を追うように66歳で死去、ヘンリー7世礼拝堂に埋葬された。マーガレットの孫のイングランド王ヘンリー8世（アーサーの弟）がイタリア・フィレンツェ出身の画家ピエトロ・トッリジアーノにデザインさせ、デジデリウス・エラスムスに銘を作らせた墓が残されている。